# Isla Srigina
Isla Srigina (en francés: Île Srigina) es una isla situada en la entrada oeste del puerto de Skikda, en el país africano de Argelia. Es el sitio donde se encuentra un faro de navegación en servicio.
El nombre Srigina sería de origen púnico «rus Gunia», lo que significa la tapa de la cala. También pudiera ser de origen latino, «insula reginae», que quiere decir la "isla de la Reina".
Srigina tiene un superficie pequeña y sólo tiene capacidad para un número limitado de visitantes. Su plataforma puede soportar una o dos embarcaciones de recreo solamente.
El faro, construido en 1890, entró en servicio en 1906.